# پروانه مافی
پروانه مافی (زاده ۱۳۳۷ کرمانشاه) سیاستمدار اصلاح‌طلب و عضو شورای مرکزی حزب کارگزاران سازندگی ایران است. وی مشاور پیشین امور مجلس شهرداری تهران، نماینده مردم تهران، ری، شمیرانات، اسلامشهر و پردیس، در دهمین دوره مجلس شورای اسلامی و فرماندار پیشین شمیرانات بوده‌است. او در انتخابات دوره دهم مجلس شورای اسلامی از حوزه انتخابیه تهران نامزد شده و در لیست امید (ائتلاف اصلاح‌طلبان و حامیان دولت حسن روحانی) قرار داشت.

## نماینده تهران در مجلس دهم
در انتخابات دهمین دوره انتخابات مجلس شورای اسلامی، پروانه مافی، در لیست سی نفرهٔ ائتلاف فراگیر اصلاح طلبان: گام دوم در تهران حضور داشت و توانست با کسب ۱٬۱۶۲٬۱۹۵ رأی، در رتبهٔ نوزدهم تهران، وارد مجلس دهم شود.

## سوابق

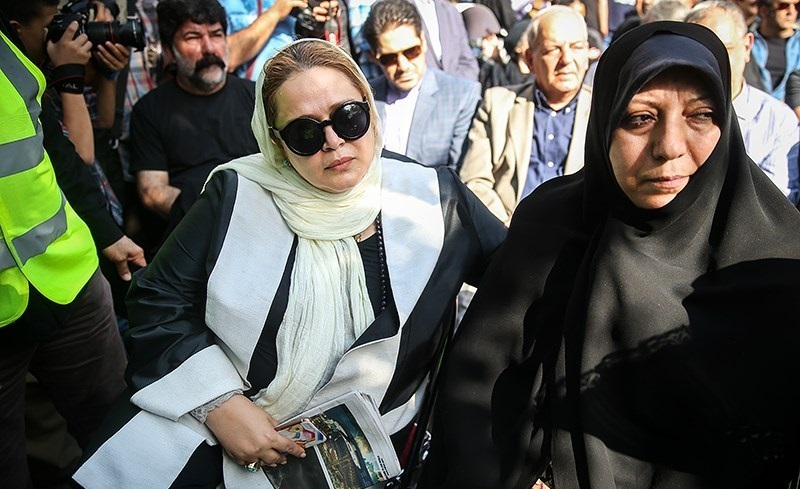
در مراسم خاکسپاری عباس کیارستمی

- نماینده تهران در دهمین دوره مجلس شورای اسلامی ایران
- فرماندار پیشین شمیران در دولت اصلاحات
- عضو شورای مرکزی جمعیت زنان جمهوری اسلامی
- مدیر کل امور بین‌الملل مرکز زنان ریاست جمهوری در دولت اصلاحات
- مدیر آموزش و مدیر اجتماعی مرکز زنان ریاست جمهوری در دولت اصلاحات
- مشاور وزیر آموزش پرورش در دولت اصلاحات
- بازرس ویژه وزارت آموزش و پرورش دولت اصلاحات
- عضو گروه علمی و دبیر کمیته مدیریت دبیرخانه مجمع تشخیص مصلحت نظام
- مدیر اجرائی کمیسیون اقتصاد کلان، بازرگانی و نظام اداری دبیرخانه مجمع تشخیص مصلحت نظام
- مدیر پروژه نظارت بر عملکرد حوزه خانواده دبیرخانه مجمع تشخیص مصلحت نظام
- مسئولیت کمیته بانوان ستاد بزرگداشت امام خمینی
- مدیر مجمع خیرین مدرسه ساز شمیرانات
- رئیس دبیرخانه همایش بانوی انقلاب و دبیر چندین همایش و کنگره بین‌المللی[۲]

## وزارت آموزش و پرورش
در سال ۱۳۹۸ با استعفای بطحایی وزیر آموزش و پرورش وقت، زمزمه‌هایی از انتخاب زن برای تصدی وزارت آموزش و پرورش مطرح گردید. یکی از گزینه های مطرح برای وزارت آموزش و پرورش پروانه مافی نماینده مجلس شورای اسلامی دهم است و همچنین تعدادی از فعالین حوزه زنان برای حمایت از وی کمپین راه انداختند.